# Eleições europeias de 2009 em Cascais

## Resultados Oficias
| Partido                 | Partido                        | Votos   | %               | +/-   |
| ----------------------- | ------------------------------ | ------- | --------------- | ----- |
|                         | Partido Social Democrata       | 18 817  | 31,04 / 100,00  | -     |
|                         | Partido Socialista             | 14 176  | 23,38 / 100,00  | 14,47 |
|                         | Bloco de Esquerda              | 7 355   | 12,13 / 100,00  | 4,44  |
|                         | Partido Popular                | 6 880   | 11,35 / 100,00  | -     |
|                         | Coligação Democrática Unitária | 5 369   | 8,86 / 100,00   | 0,46  |
|                         | Movimento Esperança Portugal   | 1 625   | 2,68 / 100,00   | Novo  |
|                         | Outros                         | 2 552   | 4,22 / 100,00   |       |
| Votos Inválidos         | Votos Inválidos                | 3 851   | 6,35 / 100,00   | 2,60  |
| Total                   | Total                          | 60 625  | 100,00 / 100,00 |       |
| Eleitorado/Participação | Eleitorado/Participação        | 160 848 | 37,69 / 100,00  | 1,34  |

## Resultados por Freguesia
Os resultados seguintes referem-se aos partidos que obtiveram mais de 1,00% dos votos:
| Freguesia            | %     | %     | %     | %     | %     | %    | Votantes |
| Freguesia            | PSD   | PS    | BE    | CDS   | CDU   | MEP  | Votantes |
| -------------------- | ----- | ----- | ----- | ----- | ----- | ---- | -------- |
| Alcabideche          | 27,77 | 26,55 | 12,08 | 10,62 | 9,13  | 1,88 | 10 096   |
| Carcavelos           | 31,44 | 21,93 | 14,88 | 10,71 | 8,38  | 2,57 | 8 057    |
| Cascais              | 37,48 | 19,63 | 9,25  | 15,48 | 5,81  | 3,70 | 10 766   |
| Estoril              | 35,92 | 20,14 | 11,04 | 14,00 | 6,14  | 3,80 | 9 428    |
| Parede               | 35,08 | 21,20 | 12,71 | 10,50 | 7,74  | 2,77 | 7 893    |
| São Domingos de Rana | 22,86 | 28,11 | 13,18 | 7,85  | 13,60 | 1,76 | 14 385   |
| Cascais              | 31,04 | 23,38 | 12,13 | 11,35 | 8,86  | 2,68 | 60 625   |

#### Alcabideche
| Partido                 | Partido                        | Votos  | %               | +/-   |
| ----------------------- | ------------------------------ | ------ | --------------- | ----- |
|                         | Partido Social Democrata       | 2 804  | 27,77 / 100,00  | -     |
|                         | Partido Socialista             | 2 680  | 26,55 / 100,00  | 17,20 |
|                         | Bloco de Esquerda              | 1 220  | 12,08 / 100,00  | 6,19  |
|                         | Partido Popular                | 1 072  | 10,62 / 100,00  | -     |
|                         | Coligação Democrática Unitária | 922    | 9,13 / 100,00   | 0,69  |
|                         | Movimento Esperança Portugal   | 190    | 1,88 / 100,00   | Novo  |
|                         | PCTP/MRPP                      | 125    | 1,24 / 100,00   | 0,16  |
|                         | Outros                         | 388    | 3,84 / 100,00   |       |
| Votos Inválidos         | Votos Inválidos                | 695    | 6,88 / 100,00   | 2,90  |
| Total                   | Total                          | 10 096 | 100,00 / 100,00 |       |
| Eleitorado/Participação | Eleitorado/Participação        | 29 064 | 34,74 / 100,00  | 0,51  |

#### Carcavelos
| Partido                 | Partido                        | Votos  | %               | +/-   |
| ----------------------- | ------------------------------ | ------ | --------------- | ----- |
|                         | Partido Social Democrata       | 2 533  | 31,44 / 100,00  | -     |
|                         | Partido Socialista             | 1 767  | 21,93 / 100,00  | 13,93 |
|                         | Bloco de Esquerda              | 1 199  | 14,88 / 100,00  | 4,27  |
|                         | Partido Popular                | 863    | 10,71 / 100,00  | -     |
|                         | Coligação Democrática Unitária | 675    | 8,38 / 100,00   | 0,48  |
|                         | Movimento Esperança Portugal   | 207    | 2,57 / 100,00   | Novo  |
|                         | Outros                         | 278    | 3,46 / 100,00   |       |
| Votos Inválidos         | Votos Inválidos                | 535    | 6,64 / 100,00   | 2,70  |
| Total                   | Total                          | 8 057  | 100,00 / 100,00 |       |
| Eleitorado/Participação | Eleitorado/Participação        | 17 850 | 45,14 / 100,00  | 0,17  |

#### Cascais
| Partido                 | Partido                        | Votos  | %               | +/-   |
| ----------------------- | ------------------------------ | ------ | --------------- | ----- |
|                         | Partido Social Democrata       | 4 035  | 37,48 / 100,00  | -     |
|                         | Partido Socialista             | 2 113  | 19,63 / 100,00  | 11,40 |
|                         | Partido Popular                | 1 667  | 15,48 / 100,00  | -     |
|                         | Bloco de Esquerda              | 996    | 9,25 / 100,00   | 2,72  |
|                         | Coligação Democrática Unitária | 626    | 5,81 / 100,00   | 0,21  |
|                         | Movimento Esperança Portugal   | 398    | 3,70 / 100,00   | Novo  |
|                         | Movimento Mérito e Sociedade   | 114    | 1,06 / 100,00   | Novo  |
|                         | Outros                         | 272    | 2,53 / 100,00   |       |
| Votos Inválidos         | Votos Inválidos                | 545    | 5,06 / 100,00   | 1,72  |
| Total                   | Total                          | 10 766 | 100,00 / 100,00 |       |
| Eleitorado/Participação | Eleitorado/Participação        | 31 992 | 33,65 / 100,00  | 1,53  |

#### Estoril
| Partido                 | Partido                        | Votos  | %               | +/-   |
| ----------------------- | ------------------------------ | ------ | --------------- | ----- |
|                         | Partido Social Democrata       | 3 387  | 35,92 / 100,00  | -     |
|                         | Partido Socialista             | 1 899  | 20,14 / 100,00  | 11,71 |
|                         | Partido Popular                | 1 320  | 14,00 / 100,00  | -     |
|                         | Bloco de Esquerda              | 1 041  | 11,04 / 100,00  | 2,50  |
|                         | Coligação Democrática Unitária | 579    | 6,14 / 100,00   | 0,45  |
|                         | Movimento Esperança Portugal   | 358    | 3,80 / 100,00   | Novo  |
|                         | Movimento Mérito e Sociedade   | 102    | 1,08 / 100,00   | Novo  |
|                         | Outros                         | 255    | 2,70 / 100,00   |       |
| Votos Inválidos         | Votos Inválidos                | 487    | 5,17 / 100,00   | 1,44  |
| Total                   | Total                          | 9 428  | 100,00 / 100,00 |       |
| Eleitorado/Participação | Eleitorado/Participação        | 23 929 | 39,40 / 100,00  | 0,46  |

#### Parede
| Partido                 | Partido                        | Votos  | %               | +/-   |
| ----------------------- | ------------------------------ | ------ | --------------- | ----- |
|                         | Partido Social Democrata       | 2 769  | 35,08 / 100,00  | -     |
|                         | Partido Socialista             | 1 673  | 21,20 / 100,00  | 13,78 |
|                         | Bloco de Esquerda              | 1 003  | 12,71 / 100,00  | 3,84  |
|                         | Partido Popular                | 829    | 10,50 / 100,00  | -     |
|                         | Coligação Democrática Unitária | 611    | 7,74 / 100,00   | 0,22  |
|                         | Movimento Esperança Portugal   | 219    | 2,77 / 100,00   | Novo  |
|                         | Outros                         | 307    | 3,89 / 100,00   |       |
| Votos Inválidos         | Votos Inválidos                | 482    | 6,10 / 100,00   | 2,48  |
| Total                   | Total                          | 7 893  | 100,00 / 100,00 |       |
| Eleitorado/Participação | Eleitorado/Participação        | 18 595 | 42,45 / 100,00  | 1,18  |

#### São Domingos de Rana
| Partido                 | Partido                        | Votos  | %               | +/-   |
| ----------------------- | ------------------------------ | ------ | --------------- | ----- |
|                         | Partido Socialista             | 4 044  | 28,11 / 100,00  | 17,78 |
|                         | Partido Social Democrata       | 3 289  | 22,86 / 100,00  | -     |
|                         | Coligação Democrática Unitária | 1 956  | 13,60 / 100,00  | 0,41  |
|                         | Bloco de Esquerda              | 1 896  | 13,18 / 100,00  | 6,20  |
|                         | Partido Popular                | 1 129  | 7,85 / 100,00   | -     |
|                         | Movimento Esperança Portugal   | 253    | 1,76 / 100,00   | Novo  |
|                         | PCTP/MRPP                      | 185    | 1,29 / 100,00   | 0,18  |
|                         | Outros                         | 526    | 3,67 / 100,00   |       |
| Votos Inválidos         | Votos Inválidos                | 1 107  | 7,69 / 100,00   | 3,77  |
| Total                   | Total                          | 14 385 | 100,00 / 100,00 |       |
| Eleitorado/Participação | Eleitorado/Participação        | 39 418 | 36,49 / 100,00  | 2,89  |